# Roxana-Natalia Pațurcă
Roxana-Natalia Pațurcă (n. 6 octombrie 1979, Plătărești, România) este un senator român, ales în 2016. Roxana Natalia Pațurcă este profesor de finanțe-contabilitate la Colegiul Economic din Călărași.